# Strumigenys furtiva
Strumigenys furtiva (лат.) — вид мелких муравьёв из трибы Attini (ранее в Dacetini, подсемейство Myrmicinae).

## Распространение
Южная Америка: Бразилия.

## Описание
Длина коричневатого тела менее 2 мм (от 1,5 до 1,6 мм), длина головы от 0,45 до 0,46 мм. Усики 6-члениковые. Скапус усика очень короткий, дорзо-вентрально сплющенный. Мандибулы узкие субтреугольные с 5—7 мелкими зубцами. Стебелёк между грудкой и брюшком состоит из двух члеников: петиолюса и постпетиолюса (последний четко отделен от брюшка), жало развито, куколки голые (без кокона). Хищный вид, охотится на мелкие виды почвенных членистоногих.
Вид был впервые описан в 2000 году британским мирмекологом Барри Болтоном под первоначальным названием Pyramica furtiva Bolton, 2000.
Вид включён в состав видовой группы Strumigenys alberti вместе с несколькими американскими видами (Strumigenys alberti, S. conspersa, S. sublucida, S. fridericimuelleri, S. parsauga, S. nigrescens).